# Пристанционный (Курганская область)
Пристанционный — посёлок в Шумихинском районе Курганской области. Входит в состав Кушмянского сельсовета.

## История
В 1966 году Указом Президиума ВС РСФСР посёлок нефтеперекачивающей станции переименован в Пристанционный'.

## Население
| 1989 | 2002 | 2010 |
| ---- | ---- | ---- |
| 209  | ↗255 | ↘191 |

## Транспорт
В 3,5 км от посёлка проходит автодорога общего пользования межмуниципального значения «Шумиха — Петухи» (идентификационный номер 37 ОП М3 37Н-2208). До посёлка идёт асфальтовая автодорога 37Н-2209. Действует железнодорожная станция «2240 км», на которой останавливаются электрички Шумиха — Курган, Челябинск — Курган.

## Инфраструктура
Почтовое отделение №641100, расположенное в городе Шумиха, на октябрь 2022 года обслуживает в посёлке 54 дома.
Действует магазин смешанных товаров, фельдшерско-акушерский пункт, линейная перекачивающая диспетчерская станция (АК «Транснефть»).
Улицы: Почтовая, Садовая, Солнечная, Центральная, Южная.